# Paragomphus genei
Paragomphus genei – gatunek ważki z rodziny gadziogłówkowatych (Gomphidae). Występuje w Afryce, gdzie jest szeroko rozpowszechniony, na Półwyspie Arabskim, w krajach Lewantu oraz w południowej Europie (Półwysep Iberyjski, południowe Włochy, w tym Sardynia i Sycylia, prawdopodobnie także należąca do Francji Korsyka).
W RPA imago lata od listopada do końca czerwca. Długość ciała 40–40,5 mm. Długość tylnego skrzydła 24–25 mm.